# Loxoconcha rhomboidea
Loxoconcha rhomboidea är en kräftdjursart som först beskrevs av Fischer 1855.  Loxoconcha rhomboidea ingår i släktet Loxoconcha och familjen Loxoconchidae. Arten är reproducerande i Sverige. Inga underarter finns listade i Catalogue of Life.